# 梦想触手可及
《梦想触手可及》是菲律宾電視連續劇，於2022年9月5日在GMA網絡播放。由卡米娜·维拉罗尔和吉莉安·沃德主演。

## 演员
- 卡米娜·维拉罗尔 饰演 林内斯·桑托斯（Lyneth Santos）[3]
- 吉莉安·沃德 饰演 阿纳琳·桑托斯（Analyn Santos）[4]
- 理查德·叶 饰演 罗伯特·何塞·塔尼亚格（Robert Jose Tanyag）
- 多米尼克·奥乔亚 饰演 迈克尔·洛布林（Michael Lobrin）[5]
- 平基·阿玛多 饰演 莫伊拉·鲁塔奎奥·塔尼亚格（Moira Rutaquio-Tanyag）
- 安德烈·帕拉斯 饰演 卢克·安东尼奥（Luke Antonio）
- 威尔玛·迪恩特 饰演 乔萨琳·“乔萨”·恩里克斯-瓦伦西亚（Josaline "Josa" Enriquez-Valencia）
- 卡泽尔·奇诺乌乌 饰演 佐伊·塔尼亚格（Zoey Tanyag）
- 杰夫·摩西 饰演 里根·蒂巴扬（Reagan Tibayan）
- 德克斯特·多利亚 饰演 苏珊娜·布尔戈斯（Susana "Susan" Burgos）
- 查基·德雷福斯 饰演 雷蒙德·“雷”·梅内塞斯（Raymond "Ray" Meneses）
- 艾瑞尔·维拉桑塔 饰演 克伦威尔·“克罗姆斯”·瓦伦西亚（Cromwell "Croms" Valencia）